# IC 4838
IC 4838 — галактика типу Spec () у сузір'ї Павич.
Цей об'єкт міститься в оригінальній редакції індексного каталогу.